# Bolesław Płotnicki
Bolesław Płotnicki (ur. 4 czerwca?/17 czerwca 1913 w Kijowie, zm. 7 września 1988 w Warszawie) – polski aktor teatralny i filmowy.

## Życiorys
Urodził się w Kijowie, do Polski przyjechał z rodziną w 1922. W 1935 ukończył studia leśnicze na Politechnice Lwowskiej. 1 stycznia 1938 został awansowany do stopnia podporucznika artylerii Wojska Polskiego II RP. Po wybuchu II wojny światowej uczestniczył w kampanii wrześniowej (walczył jako żołnierz SGO „Polesie”). Został wzięty do niewoli niemieckiej, osadzony w Oflagu II B Arnswalde oraz Oflagu II D Gross-Born, był tam aktorem Teatru Symbolów.
Po wojnie w latach 1946–1949 pracował jako inspektor Najwyższej Izby Kontroli. W latach 1949–1953 występował w Teatrze im. Stefana Jaracza w Olsztynie, a w okresie 1953–1978 był aktorem Teatru Dramatycznego w Warszawie. W 1978 przeszedł na emeryturę.
W 1938 ożenił się z Salomeą Anną Klus, z którą miał dwóch synów. Pochowany na cmentarzu Wilanowskim. 

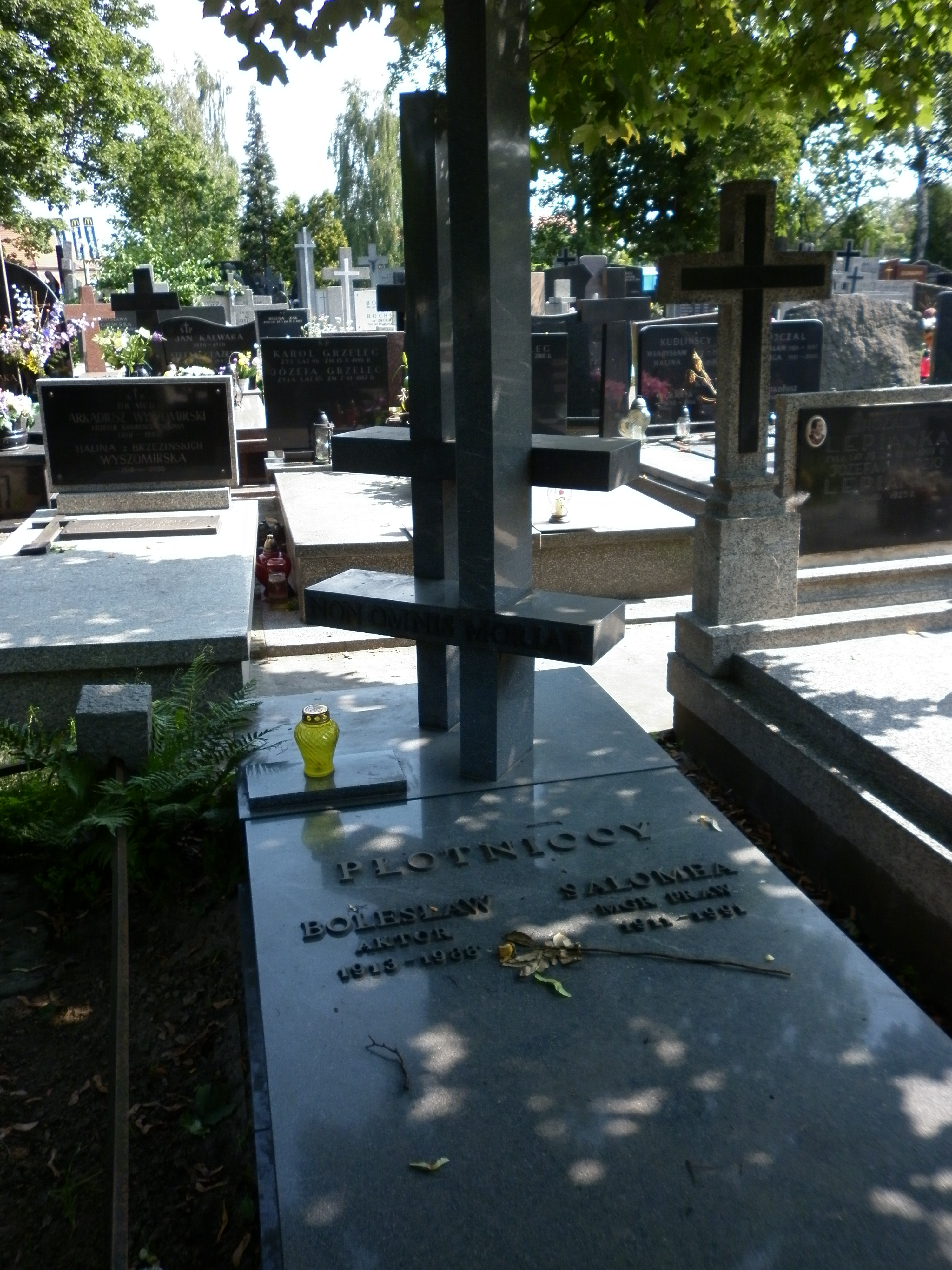
Grób Bolesława Płotnickiego i jego żony Salomei na cmentarzu w Wilanowie

## Filmografia
Filmy:
- Piątka z ulicy Barskiej (1953) – minister
- Pod gwiazdą frygijską (1954) – towarzysz Franciszek Olejniczak, szef partii we Włocławku
- Zaczarowany rower (1955) – kierownik Mączyński
- Cień (1956) – kolejarz
- Pożegnania (1958) – kolejarz
- Dwoje z wielkiej rzeki (1958) – personalny
- Miejsce na ziemi (1959) – szyper Gustaw Studziński, wuj Andrzeja
- Cafe „Pod Minogą” – Celestyn Konfiteor, właściciel zakładu pogrzebowego „Wieczny Odpoczynek”
- Dwaj panowie N (1961) – Kazimierz Dziewanowicz, ojciec Jana
- Dotknięcie nocy (1961) – Jan Piterak, handlarz
- Kwiecień (1961) – mjr Kozłowski, zastępca Czaprana
- Głos z tamtego świata (1962) – Barański
- Dom bez okien (1962) – Korolkiewicz, akrobata
- Gdzie jest generał... (1963) – sierżant Władysław Panasiuk
- Rozwodów nie będzie (1963) – urzędnik w USC (w noweli pt. Zdarzenie I)
- Nadzy wśród wilków (1963) – Zachariasz Jankowski
- Prawo i pięść (1964) – pełnomocnik rządu
- Banda (1964) – dyrektor domu poprawczego
- Nieznany (1964) – plutonowy Rysiewicz
- Rachunek sumienia (1964) – Ludwik
- Miejsce dla jednego (1965) – przewodniczący Rady Zakładowej
- Gorąca linia (1965) – Augustyn, sekretarz POP w kopalni „Edward”
- Święta wojna (1965) – sztygar Szymon Kukułka
- Córeczka (1965; film z cyklu Dzień ostatni – dzień pierwszy) – ksiądz
- Lekarstwo na miłość (1966) – kierownik pracowni architektonicznej, szef Joanny
- Małżeństwo z rozsądku (1966) – Kazimierz Burczyk, ojciec Joanny
- Cierpkie głogi (1966) – Jachimiak
- Sami swoi (1967) – Władysław Kargul (tylko głos; rola Władysława Hańczy)
- Westerplatte (1967) – Karol Szwedowski
- Cześć kapitanie (1967) – pułkownik MO
- Paryż – Warszawa bez wizy (1967) – dowódca lotniska Okęcie
- Kiedy miłość była zbrodnią (1967) – ogrodnik, konspirator
- Julia, Anna, Genowefa... (1967) – ojciec Szymgałów
- Wniebowstąpienie (1968) – Wołkow, ojciec Raisy
- Bariery dźwięku (1968) – mężczyzna w hotelu
- Hasło Korn (1968) – Henryk Hilman, zegarmistrz
- Tylko umarły odpowie (1969) – dr Bolesław Sedlak, rezydent siatki szpiegowskiej
- Ostatnie dni (1969) – Wiszniewski, ojciec Grety
- Jarzębina czerwona (1969) – sierżant Kamiejczuk (tylko głos; rola Ludwika Paka)
- Raj na ziemi (1970) – inż. Gerdele
- Album polski (1970) – Bolesław Perkuć
- Pierścień księżnej Anny (1970) – kapelan księżnej Anny
- Mały (1970) – „Stary”, współlokator „Małego”
- Dziura w ziemi (1970) – Dederko, przewodniczący Powiatowej Rady Narodowej
- Dom (1970) – „człowiek w pasiaku”, były więzień obozu hitlerowskiego
- Portfel (1970) – Łukasz Kwiatkowski, nauczyciel matematyki w liceum
- Najlepszy kolega (1970) – profesor
- Urszula (1970)
- Kardiogram (1971) – Antoni Weremiuk
- Złote koło (1971) – dozorca
- Wezwanie (1971) – Wojciech Zawada, mąż Jadwigi
- Jeszcze słychać śpiew. I rżenie koni... (1971) – więzień, dawny kawalerzysta
- Podróż za jeden uśmiech (1972) – pan doktor, uczestnik wczasów w siodle zamknięty z Poldkiem na strychu
- Ballada o ścinaniu drzewa (1972) – majster Błaszczyk
- Dary magów (1972) – Franciszek, dozorca
- Skarb trzech łotrów (1972) – Michał Zykuń, przyjaciel Zawadowskiego
- Opowieść (1972) – „Stary”
- Chłopi (1973) – Ambroży
- Sobie król (1973)
- Ciemna rzeka (1973) – Ludwik Stankiewicz, ojciec Zenka
- Nagrody i odznaczenia (1973) – sołtys
- Rozwód (1973) – stary Polak
- Chleba naszego powszedniego (1974) – Józef Malesa
- Potop (1974) – ksiądz
- Zwycięstwo (1974) – Wiszniewski, ojciec Grety
- Janosik (1974) – góral Józek
- Gniazdo (1974) – Ziemiomysł, ojciec Mieszka
- Ziemia obiecana (1974) – Malinowski, ojciec Zośki (tylko głos; rola Jerzego Obłamskiego)
- Strzał (1974; film z cyklu Najważniejszy dzień życia) – Jan Miszczak, mierniczy
- Koniec wakacji (1974) – dziadek Jurka
- Padalce (1974) – Pietras
- Zawodowcy (1975) – majster
- Kazimierz Wielki (1975) – kasztelan Beńko
- Czerwone ciernie (1976) – pułkownik
- Koty to dranie (1978) – wytwórca prawideł, sąsiad Sypniewskiego
- Wielki podryw (1978) – dziadek Sylwika
- Feuer unter Deck (film wytwórni DEFA) (1979) – Jule
- Zerwane cumy (1979) – Adam Krzemiński, brat Ignacego
- Gwiazdy poranne (1979) – Antoni Walendowski, mąż Aleksandry
- Na własną prośbę (1979) – Gryngajtis
- Wiśnie (1979) – nocny dozorca
- ... cóżeś ty za pani ... (1979) – dziadek Jakuba
- Niech cię odleci mara (1982) – Stefan Burza
- Wyjście awaryjne (1982) – ksiądz proboszcz
- Akademia pana Kleksa (1983) – Don Kichot
- UFO (1983) – Lipka

Seriale telewizyjne
- Wojna domowa (1965–1966) – Albert Einstein (w odc. 15. pt. Siła wyobraźni)
- Stawka większa niż życie (1967–1968) – Józef Podlasiński (w odc. 10. pt. W imieniu Rzeczypospolitej)
- Wakacje z duchami (1970) – Mielczarek, prezes GS-u
- Podróż za jeden uśmiech (1971) – pan doktor, uczestnik wczasów w siodle zamknięty z Poldkiem na strychu (w odc. 7. pt. Pożegnanie z Dudusiem)
- Chłopi (1971–1972) – Ambroży
- Janosik (1972–1973) – góral Józek
- Stawiam na Tolka Banana (1973) – pan Tadkiewicz, mieszkaniec domu przy ul. Zielonej
- Czarne chmury (1973) – Korzycki, mieszczanin z Lecka
- Droga (1973) – Szczepan Chliwa, ojciec Kazika (w odc. 2. pt. Numer próbny)
- Siedem stron świata (1974) – pan Maciejko, dozorca
- Ziemia obiecana (1975) – Malinowski, ojciec Zośki (w odc. 2.; tylko głos; rola Jerzego Obłamskiego)
- Szaleństwo Majki Skowron (1976) – zegarmistrz
- Układ krążenia (1977–1978) – Kazimierz Skowronek, pacjent (w odc. 6. pt. Huśtawka)
- Zielona miłość (1978) – dr Stefan Rylski, pacjent w szpitalu
- Doktor Murek (1979) – Łukasiewicz, aptekarz (w odc. 6.)
- W słońcu i w deszczu (1979) – Feliks Małolepszy, ojciec Bolka (w odc. 1. pt. Prawo jazdy)
- Alternatywy 4 (1982–1983) – Antoni Kierka

## Ordery i odznaczenia
- Krzyż Komandorski Orderu Odrodzenia Polski (1986)
- Krzyż Oficerski Orderu Odrodzenia Polski (1984)
- Krzyż Kawalerski Orderu Odrodzenia Polski (1977)
- Złoty Krzyż Zasługi (1970)
- Medal 10-lecia Polski Ludowej (1954)